# Катастрофа самолёта Линь Бяо
Катастрофа Hawker Siddeley Trident под Ундэр-Ханом произошла 13 сентября 1971 года в окрестностях города Ундэр-Хан, Монгольская Народная Республика. Самолёт с бортовым номером 256 летел в СССР, а на его борту находился министр национальной обороны КНР Линь Бяо с женой и сыном. По официальной версии, катастрофа произошла из-за того, что в баках кончилось авиатопливо, однако существуют и другие версии.

## События
Линь Бяо планировал организовать военный переворот (Проект 571), взорвав поезд, в котором находился Мао Цзэдун, однако тот изменил направление, а о проекте стало известно китайским спецслужбам. Линь Бяо принял решение бежать из Китая на реактивном самолёте «Trident». Однако самолёт упал на территории Монголии.

## Место катастрофы
Некий монгол по имени Дондог, одним из первых оказавшийся на месте катастрофы, вспоминал: «Среди обломков мы нашли восемь человек. Все они были мертвы, сильно обгорели, но, видимо, уже от степного пожара. У женщины остались какие-то тесемки на ногах и груди, у мужчин — следы военного обмундирования. Интересно, что все лежали почти одинаково — вверх лицом, с раскинутыми руками и ногами. Девятый, которого мы нашли позже в стороне от обломков, был в жёлтой кожаной куртке и лежал лицом вниз. Я думаю, он сразу не погиб и даже отползал от самолёта. Но мы все равно опоздали…» Далее монгольский свидетель говорит, что вокруг сгоревшего самолёта валялось много разбитой фарфоровой посуды, столовые приборы, фотоаппарат, магнитофон, несколько пистолетов и пачки французских презервативов.